# William Coxe
William Coxe, född den 17 mars 1747 i London, död (blind) den 8 juni 1828, var en  engelsk reseskildrare och historieskrivare, son till doktor William Coxe, kunglig livmedikus.
Efter utbildning vid Eton College fortsatte han sina studier vid King's College, Cambridge, där han valdes till fellow 1768. År 1771 prästvigdes han, och gjorde sedan resor i stora delar av Europa (Schweiz, Ryssland, Polen, Danmark och Sverige) i sällskap med och som handledare åt unga ädlingar, bland andra lord Herbert, son till earlen av Pembroke. 
År 1786 utnämndes han till kyrkoherde i Kingston upon Thames och 1788 i Bemerton, Wiltshire. Han innehade därjämte pastoraten Stourton, Wiltshire från 1801 till 1811 och Fovant från 1811 till sin död. År 1791 blev han prebendarie i Salisbury och 1804 ärkedjäkne i Wiltshire. Sina intryck av länder och folk nedskrev han i flera verk. Han utgav även ett betydande antal värdefulla biografiska arbeten och samlingar av historiska anteckningar.